# Volkssterrenwacht Urania
Volkssterrenwacht Urania is een volkssterrenwacht gelegen in Hove. Ze werd in 1969 door pastoor Hendrik Van Gaal (1916-1998) opgericht naar aanleiding van de eerste maanlanding.
Urania kan individueel of in groepsverband bezocht worden. Er worden rondleidingen gegeven in het Nederlands, Frans, Engels en Duits. Sinds 1996 organiseert Urania ook reizen. Men gaat dan in andere landen op zoek naar heldere sterrenhemels en astronomische verschijnselen zoals een zonsverduistering of poollicht.
De oude planetarium projector van de Zoo van Antwerpen heeft een nieuw onderkomen gevonden bij Urania. Met dit toestel kan men meer dan 3000 sterren, de melkweg, de maan en de planeten uit het zonnestelsel projecteren op een koepel.